# International Advertising Association
Die International Advertising Association (IAA) wurde am 8. April 1938 von Thomas Ashwell (Herausgeber des „Export Trade & Shipper“ Magazines) mit zwölf anderen Werbemanagern im Harvard Club in New York gegründet. Zielsetzung war der Austausch erfolgreicher Praktiken in der internationalen Werbung.
Heute hat die IAA etwa 60 Corporate Members und 4000 individuelle Mitglieder in über 70 Ländern der Welt sowie 60 akkreditierte Institutionen und 30 Organisationen als Mitglieder.
Die IAA ist die einzige internationale Organisationen, die Mitglieder aus allen drei Säulen der Werbe- und Kommunikationsbranche hat: Werbeauftraggeber, Agenturen (Kreativagenturen, PR-Agenturen, Eventagenturen, Marktforschungsagenturen usw.) und die Medien.